# Un cosmonaute chez le roi Arthur
Pour plus de détails, voir Fiche technique et Distribution.
Un cosmonaute chez le roi Arthur (aux États-Unis : Unidentified Flying Oddball, au Royaume-Uni : The Spaceman and King Arthur) est un film américain réalisé par Russ Mayberry, produit par Walt Disney Productions et sorti en 1979. Il est inspiré du roman de Mark Twain Un Yankee à la cour du roi Arthur publié en 1889. 

## Synopsis
La NASA décide de mettre en place un voyage spatial habité qui dispose de la vitesse de la lumière. Le nom de la navette ainsi que du projet est "Stardust". Le voyage est à destination de l'étoile la plus proche de nous connue sous le nom d'Alpha du Centaure mais le ministre de la défense refuse ce projet car la durée du voyage dure 4 ans 1/2 pour y aller et autant pour en revenir ainsi que 20 ans pour explorer le système de ladite étoile, donc trop long pour des humains. Le ministre impose comme ultimatum de mettre autre chose que des humains dans cette navette. Le professeur Zimmerman (chef du projet) téléphone à un jeune savant dénommé Tom Trimble pour construire un humanoïde (un robot de forme humaine) qui pourra effectuer le dit voyage, il devra parler et fonctionner. Tom Trimble construit l'humanoïde auquel il donne son propre visage et le nomme "Hermès", en référence au dieu grec des transports. Hermès a sa propre intelligence artificielle et apprend rapidement les connaissances dispensées par son créateur. Il a des réflexes humains et réagit comme un humain ; ainsi il pourra expliquer les effets du vol durant ces 9 ans de voyage aller-retour. Hermès est présenté au ministre qui approuve le projet. Le jour du départ de la fusée transportant la navette, Hermès refuse de partir car il a peur de ne pas revenir.  Alors, Tom Trimble est envoyé à bord pour le raisonner mais un éclair frappe la tour de décollage et fait partir accidentellement la navette avec Hermès et Tom encore à bord. Hermès est mis hors circuit sous le coup de la force du décollage et laisse Tom Trimble seul aux commandes. Trimble ne peut revenir sur Terre et il est obligé de faire le voyage. Trimble décide d'essayer de réparer Hermès mais, pendant ce temps, la navette déclenche la vitesse lumière. Trimble s'aperçoit que la navette tourne autour de la Terre puis atterrit. Il atterrit en Grande-Bretagne et il sort en scaphandre. Une jeune fille le prend pour un monstre et Trimble décide de la suivre à Camelot. Trimble s'aperçoit en chemin qu'il se retrouve dans l'Angleterre du VIe siècle après J.C. au temps du roi Arthur.
Il arrivera à faire comprendre au Roi Arthur et à ses chevaliers qu'il n'est pas un monstre mais un savant venu du XXe siècle. Il devra affronter Mordred un chevalier renégat qui veut renverser le roi et Merlin jaloux de la magie de Trimble. La technologie avancée passe pour de la magie aux yeux des gens de l'époque et Merlin n'est pas un enchanteur mais seulement un illusionniste.
Trimble et Hermès rentrent enfin chez eux après avoir vaincu Mordred et Merlin en décollant de Camelot.

## Fiche technique
- Titre original : Unidentified Flying Oddball
- Titre anglais (Royaume-Uni) : The Spaceman and King Arthur
- Titre français : Un cosmonaute chez le roi Arthur
- Réalisation : Russ Mayberry assisté de Vincent Winter, Terry Madden (second assistant)
- Scénario : Don Tait d'après Un Yankee à la cour du roi Arthur de Mark Twain
- Direction artistique : Albert Witherick
- Musique : Ron Goodwin (composition et orchestre)
- Effets spéciaux : Cliff Culley (photographie), Ron Ballanger, Michael Collins
- Continuité : Georgina Hamilton
- Photographie : Paul Beeson
- Cadreur : Malcolm Vinson, Ray Sturgess, Keith Batten (opérateur de grue)
- Costumes : Phyllis Dalton (conception)
- Maquillage : Roy Ashton, Ernie Gasser
- Coiffure :  Joyce James, Betty Sherriff
- Cascade :  Vic Armstrong (coordinateur)
- Montage : Pete Boita (image), Peter Best (son), Jack Gardner (assemblage)
- Son : Claude Hitchcock (enregistrement), Ken Barker (enregistrement), John Hayward (mixage)
- Distribution : Maude Spector
- Responsable de site : Barrie Melrose
- Production : Ron Miller, Hugh Attwooll (associé), Robin Douet (responsable de production), Don Tait (assistant)
- Société de production : Walt Disney Productions
- Pays de production :  États-Unis
- Langue : Anglais
- Format : Couleurs - 1,75:1 - Mono
- Genre : Comédie, Aventure, Fantasy, Science-fiction, Films de science-fiction
- Durée : 92 minutes (1 h 32)
- Dates de sortie : 
  - Royaume-Uni : 10 juillet 1979
  - États-Unis : 26 juillet 1979
  - France : 27 mai 1981

Sauf mention contraire, les informations proviennent des sources concordantes suivantes : Leonard Maltin, Mark Arnold et IMDb

## Distribution
- Dennis Dugan (VF : Pierre Arditi) : Tom Trimble / Hermes
- Jim Dale : Mordred
- Ron Moody (VF : Philippe Dumat) : Merlin
- Kenneth More : Roi Arthur
- John Le Mesurier : Sir Gauvain
- Rodney Bewes : Clarence
- Sheila White : Alisande
- Robert Beatty : Sénateur Milburn
- Cyril Shaps : Dr. Zimmerman
- Kevin Brennan : Winston
- Ewen Solon : Watkins
- Pat Roach : Oaf
- Reg Lye : Prisonnier
- Bruce Boa : Officier de l'U.S. Air Froce

Sauf mention contraire, les informations proviennent des sources concordantes suivantes : Leonard Maltin, Mark Arnold et IMDb

## Sorties cinéma
Sauf mention contraire, les informations suivantes sont issues de l'Internet Movie Database.
- Royaume-Uni : 10 juillet 1979
- États-Unis : 26 juillet 1979, 3 août 1979 (Bismarck, Dakota du Nord)
- Australie : 26 décembre 1979
- Espagne : 1er mars 1980
- Allemagne de l'Ouest : 22 mai 1980
- Portugal : 1er juillet 1980
- France : 27 mai 1981
- Uruguay : 30 juin 1983 (Montevideo)

## Production

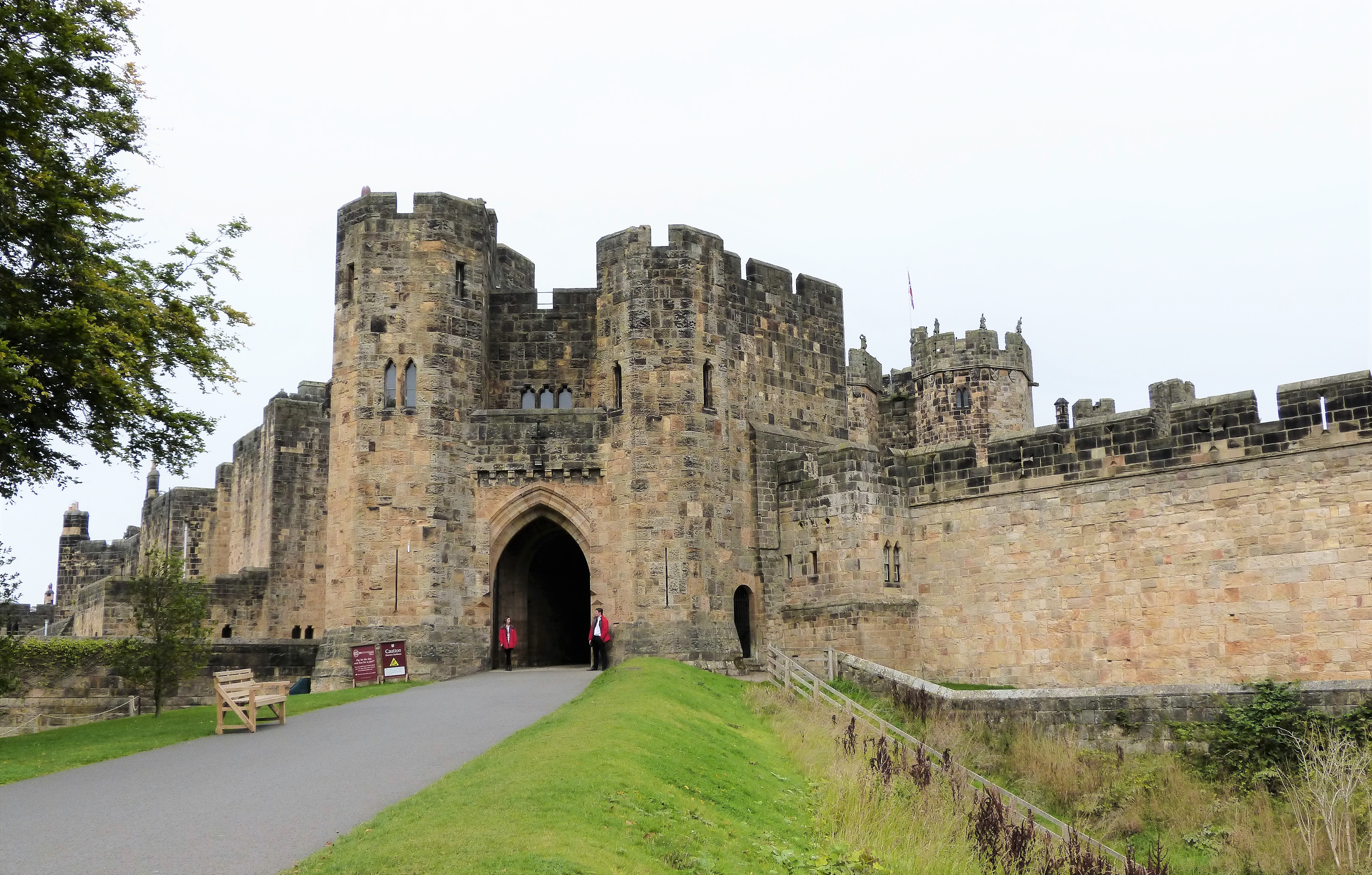
Le Château d'Alnwick.

Le film est basé sur le roman Un Yankee à la cour du roi Arthur (1889) de Mark Twain adapté par Don Tait,, scénariste sous contrat exclusif pour Disney. La musique a été composée par Ron Goodwin et enregistrée aux Anvil Studios. Le film a été tourné en partie aux Pinewood Studios en banlieue de Londres,, pour les intérieurs. Le château est celui du Château d'Alnwick dans le comté de Northumberland après avoir envisager 20 autres sites.
L'équipe des effets spéciaux était dirigée par Cliff Culley et Ron Ballanger. Elle a dû créer un robot pour Hermes qui continuait de fonctionner après avoir perdu sa tête et avec un bras en moins,. Elle a aussi conçu des pistolet laser, un jet pack et une épée magnétique,. Une maquette de vaisseau spatial a été construite d'une taille de 25 pieds (7,62 m) avec une rampe rétractable. Le plus grand décor est celui de Camelot de 120 pieds (36,58 m) construit dans l'un des plus grands plateaux des studios de Pinewood. Les figurants ont nécessité plus de 600 costumes tandis que ceux fourni par la NASA n'éatient par pratique. D'autres costume de spationautes qui devaient gonfler à la demande ont du être conçu spécialement, par Olinkha Horne . 
C'est un nouveau film produit en Angleterre par Disney mais par la branche américaine et non plus la filiale britannique, la Walt Disney British Films active au tournant des années 1950. Durant la production une salle de banquet du Château d'Alnwich a été transformée en cantine pour les 150 membres de l'équipe et le millier de figurants engagé dans un rayon de 80 km.

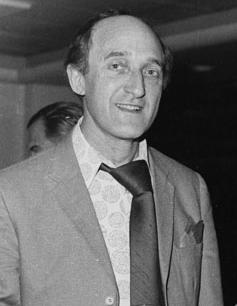
Ron Moody en 1975

L'acteur britannique Ron Moody, connu pour son rôle de Fagin dans la comédie musicale Oliver ! (1969), interprète le personnage de Merlin qui est ici un méchant. Il reconnait passer plus de temps à la table de maquillage que devant la camera mais c'est le cas de la plupart de ses rôles depuis ses débuts à l'âge de 28 ans. Il reprend le rôle de Merlin dans Un visiteur chez le roi Arthur (1995) nouvelle adaptation Disney du roman de Mark Twain.

## Accueil
Le film sort d'abord au Royaume-Uni le 10 juillet 1979 sous le titre The Spaceman and King Arthur avant de sortir aux États-Unis le 26 juillet 1979 avec le titre Unidentified Flying Oddball,. À l'été 1979, le studio avait ressorti le long métrage d'animation Les 101 Dalmatiens (1961). Le film récolte 9 millions d'USD mais c'est à peine pour rentrer dans ses frais.
Il est diffusé à la télévision dans l'émission Walt Disney sur CBS en 1982 mais sous le titre A Spaceman in King Arthur's Court ce qui reflète le roman original de Mark Twain. 
Pour Mark Arnold, c'est un énième film post-La Guerre des étoiles produit par Disney avant de sortir l'artillerie lourde avec Le Trou noir en décembre 1979. Le film rappelle à Arnold par certains cotés le film The Reluctant Astronaut (en) (1967) avec Don Knotts.